# Marie Mamère
Pour les articles homonymes, voir Mamère.
Marie Mamère, née le 27 mai 1986,, est une journaliste sportive et présentatrice française. Elle est responsable d’édition au service des sports de France Télévisions et est à la présentation de Tout le sport ainsi que des grands événements sportifs diffusés sur France 2 et France 3.

## Biographie

### Enfance, jeunesse et formation
Marie Mamère est la fille de Jean Mamère, journaliste mort en 1995 ayant travaillé pour France Télévisions (notamment dans l'émission Stade 2), d'une mère journaliste pour France 3, et la nièce de Noël Mamère, lui aussi ancien journaliste et homme politique.
En 2004, elle décroche un baccalauréat économique, puis s'oriente vers une double licence, spécialités Histoire et Sciences politiques. La jeune femme continue ses études avec une maîtrise en Histoire moderne puis se dirige vers le journalisme.
En plus du français, Marie Mamère parle l'espagnol et l’anglais,.

### Carrière à France Télévisions
En 2008, elle effectue un stage à Canal+ et travaille spécialement pour l’émission En route pour Pékin. Elle rejoint ensuite France Télévisions et participe à l’élaboration de l’émission Tout le sport lors des Jeux olympiques de Pékin. Elle obtient ensuite un poste d’assistante de rédaction puis intègre l’Institut pratique du journalisme et suit une formation en apprentissage en 2010,.
Deux années plus tard, Marie Mamère devient journaliste sportive pour France Télévisions. Elle réalise des reportages, des rétrospectives ainsi que des sujets pour Tout le sport et Stade 2. Subséquemment, elle apparaît à l'antenne sur les émissions Tout le sport et Stade 2 de même qu'à l’occasion des événements retransmis par le groupe. Ainsi, à partir de 2019, elle assure les interviews de bord de court du tournoi de Roland-Garros. Parallèlement, elle devient responsable d’édition pour le service des sports, notamment sur les matchs de rugby, le cyclisme, Stade 2 ou encore Tout le sport.
En 2021, elle est en alternance avec Laurent Luyat à la présentation des Jeux paralympiques de Tokyo,,. À partir de septembre de la même année, elle présente Tout le sport de manière occasionnelle les vendredis et samedis en alternance avec Cécile Grès et Claire Vocquier-Ficot,.
Ainsi, à l'occasion des Internationaux de France de tennis 2023, elle est à la présentation de Tout Le Sport Roland-Garros,.